# Walkers
Walkers – brytyjskie przedsiębiorstwo branży spożywczej zajmujące się produkcją przekąsek, w szczególności chipsów ziemniaczanych, którego właścicielem jest Frito-Lay, Inc., należący do koncernu PepsiCo, Inc.
Po przejęciu marki Walkers przez Frito-Lay, Inc. stała się ona brytyjskim odpowiednikiem marki Lay’s. Marka posiada 47% udziału w rynku chipsów ziemniaczanych w Wielkiej Brytanii.